# Edith Sitwell
Dame Edith Louisa Sitwell (n. 7 septembrie 1887, Scarborough, Anglia, Regatul Unit al Marii Britanii și Irlandei – d. 9 decembrie 1964, Greater London, Anglia, Regatul Unit) a fost o poetă britanică.
Și frații săi mai tineri, Osbert Sitwell, Sacheverell Sitwell, sunt cunoscuți pentru activitatea lor literară.
Viața ei a fost marcată de educația rigidă primită din partea părinților. Nu s-a căsătorit niciodată, dar a menținut o relație de prietenie cu pictorul rus homosexual Pavel Celitcev.
A publicat poezie începând cu 1913 și s-a remarcat printr-un stil dramatic, de coloratură exotică.

## Culegeri de poezii
A scris mai multe colecții de poezii:
- Clowns' Houses (1918)
- Mother and Other Poems (1918)
- The Wooden Pegasus (1920)
- Façade (1922)
- Bucolic Comedies (1923)
- The Sleeping Beauty (1924)
- Troy Park (1925)
- Rustic Elegies (1927)
- Gold Coast Customs (1929)
- Collected Poems (1930)
- Five Variations on a Theme (1933)
- Street Songs (1942)
- Green Song and Other Poems (1944)
- The Song of the Cold (1945)
- The Shadow of Cain (1947)
- The Canticle of the Rose: Selected Poems 1920–1947 (1949)
- Façade, and Other Poems 1920–1935 (1950)
- Gardeners and Astronomers: New Poems (1953)
- Collected Poems (1954)
- The Outcasts (1962)

## Alte lucrări
- Alexander Pope (1930)
- Bath (1932)
- The English Eccentrics (1933)
- Aspects of Modern Poetry (1934)
- Victoria of England (1936)
- I Live Under a Black Sun (1937)
- English Women (1942)
- A Poet's Notebook (1943)
- Fanfare for Elizabeth (1946), o biografie a reginei Elisabeta I a Angliei
- The Queens and the Hive (1962), o biografie a lui Elizabeth I
- Taken Care Of (1965), autobiografie